# Lidija Alfeeva
Lidija Nikolaevna Alfeeva (in russo Лидия Николаевна Алфеева?, scrittura semi-fonetica anglosassone: Lidiya Nikolayevna Alfeyeva; Dnipropetrovs'k, 17 gennaio 1946 – 18 aprile 2022) è stata una lunghista sovietica.

## Biografia
Fu campionessa (1976) e vicecampionessa (1975) europea indoor di specialità.
Il suo maggior successo è comunque il bronzo olimpico a Montreal 1976, dove conquistò il podio dietro ad Angela Voigt e Kathy McMillan.
Fu poi per tre volte campionessa sovietica (1974, 1975 e 1976) e per due volte campionessa sovietica indoor (1975 e 1976).